# Csaba Steig
Csaba Steig (12 juni 1971) is een Hongaars voormalig wielrenner.
Steig nam in 1992 deel aan de Olympische Spelen. In 1991 en 1992 won hij het eindklassement van de Grote Prijs van Gemenc en in 2001 werd hij Hongaars kampioen. Hij reed in 2006 en 2007 voor het Hongaarse team P-Nívó Betonexpressz 2000.

## Overwinningen
1991
- Eindklassement Grote Prijs van Gemenc
- 1e etappe Ronde van Hongarije

1992
- Eindklassement Grote Prijs van Gemenc

2001
- Hongaars kampioen op de weg, Elite

2002
- 3e etappe Paths of King Nikola